# サミュエル・アリート
サミュエル・アンソニー・アリート・ジュニア（英: Samuel Anthony Alito, Jr.、1950年4月1日 - ）は、アメリカ合衆国の裁判官、検察官、法律家。最高裁判所陪席判事。イタリア系。ローマ・カトリック教徒。

## 経歴
ニュージャージー州トレントンのイタリア系アメリカ人の家庭に生まれる。プリンストン大学卒業（A.B.）。イェール大学ロー・スクール法務博士。
ロナルド・レーガン政権下で司法次官補代理、ニュージャージー州の連邦検事、フィラデルフィアの連邦高裁判事を経て、2005年10月31日、ウィリアム・レンキスト最高裁長官の死去に伴い、ジョージ・ブッシュ大統領から、アメリカ合衆国連邦最高裁判所・判事に指名される。レンキストの後任には、当初、ブッシュと同じテキサス州の出身で自身の法律顧問をつとめていたハリエット・マイアーズを指名していたが、民主党からは「縁故主義に基づく人事」、一方、マイアーズが中絶問題でのスタンスが曖昧なことから、ジャーナリストのジョージ・ウィルやサム・ブラウンバック上院議員からは「公約違反」と激しく批判された。そうした経緯から、明確な保守派であるアリートが判事に指名された。上院での指名承認は当初難航が予想されたが、エドワード・ケネディ上院議員が呼びかけた審議妨害は同調者が広がらず、上院・司法委員会での公聴会では民主党議員らの陰湿な追及にマーサ夫人が号泣する一幕が見られた。2006年1月24日の司法委員会で採決が行われ、共和党議員全員が賛成、民主党議員全員が反対し、10対8で承認。舞台はその後、本会議に移り、1月31日の採決でベン・ネルソン上院議員ら一部・民主党議員が同調し58対42でアリートは最高裁判事に正式に承認された。
2022年、アメリカで中絶の権利を約半世紀にわたり保障していた「ロー対ウェイド」判例を覆した最高裁判決をめぐり、その判決を批判したイギリスのボリス・ジョンソン首相、フランスのエマニュエル・マクロン大統領、カナダのジャスティン・トルドー首相、英王室のハリー王子らの名前を挙げて、彼らの最高裁判決への批判を逆に批判し返す言動を行い、米最高裁判事が公の場でこのような発言をするのは極めて異例であったため、大きく報道された。

## 人物
尊敬する判事は、最高裁で共に判事を務めたアントニン・スカリアである。